# Josephat Joshua Gisemo
Josephat Joshua Gisemo (* 12. April 1992) ist ein tansanischer Leichtathlet, der im Mittel- und Langstreckenlauf an den Start geht.

## Sportliche Laufbahn
Erste internationale Erfahrungen sammelte Josephat Joshua Gisemo bei den Crosslauf-Weltmeisterschaften 2017 in Kampala, bei denen er nach 30:48 min auf den 46. Platz im Einzelrennen gelangte. 2022 belegte er bei den Commonwealth Games in Birmingham in 14:05,82 min den 16. Platz im 5000-Meter-Lauf und bei den Crosslauf-Weltmeisterschaften 2023 in Bathurst wurde er nach 31:24 min 28. im Einzelrennen. Im Jahr darauf belegte er bei den Afrikaspielen in Accra in 1:06:34 h den siebten Platz im Halbmarathon.
2020 wurde Gisemo tansanischer Meister im 10.000-Meter-Lauf sowie 2021 über 1500 Meter.

## Persönliche Bestleistungen
- 1500 Meter: 3:52,18 min, 30. August 2019 in Rabat
- 5000 Meter: 13:56,16 min, 13. September 2020 in Daressalam
- 10.000 Meter: 29:44,28 min, 12. September 2020 in Daressalam
- 10-km-Straßenlauf: 28:41 min, 14. August 2022 in Daressalam
- Halbmarathon: 1:04:28 h, 1. März 2020 in Moshi